# Hahnia benoiti
Hahnia benoiti là một loài nhện trong họ Hahniidae.
Loài này thuộc chi Hahnia. Hahnia benoiti được miêu tả năm 1980 bởi Robert Bosmans & Thijs.